# FM STATION my sound graffiti
FM STATION my sound graffiti(エフエムステーション・マイサウンドグラフィティ)は、エフエム東京〔TOKYO FM〕で放送されていた番組。FM大阪でも同時ネットしており、こちらでは一日の最終番組であった。

## 概要
深夜3時からという放送時間のため、タイマー録音してから聞くリスナーを考慮してか、90分のカセットテープの片面で途切れなく録音（エアチェック）できる45分間という放送時間だった。
カセットテープに録音（エアチェック）されることを意識して、曲にナレーションがなるべくかぶらないスタイルを採り、フルコーラスでLPレコードを全曲オンエアする企画も多くあった。45分間という放送時間で、ほとんどのLPレコードが丸々放送できたが、中にはできないやや長めのものもあり、その場合1 - 2曲カットされて放送されていた。
大橋俊夫が喋るのは基本的に番組の最初と最後のみであり、番組途中のDJはすべてウィリアム・ジャクソンが担当していた。そのため英語に堪能な人でないと曲の始まりが掴みにくく、音楽のみを録りたい場合に録音開始のタイミングを失う時があった。
放送前に、放送内容を雑誌『FM STATION』のカラーページで事前告知する特集を組み、
放送内容とリンクしたカセットレーベルが印刷される号もあった。
『FM STATION』発行のダイヤモンド社の一社提供。（途中からダイキン工業もスポンサーに加わる）。2008年11月30日27:00-28:00に一夜限りの復活をした。

## 公開収録
毎年、公開録音を東京厚生年金会館で行ない、雑誌『FM STATION』の読者を無料招待していた。各年のライブゲストは下記のとおり。
- 1982年 ブレッド&バター
- 1983年 もんた&ブラザーズ
- 1984年 ザ・スクェア
- 1985年 レベッカ、白井貴子、ECHOES
- 1986年 聖飢魔II、LAUGHIN' NOSE
- 1987年 BARBEE BOYS、PEARL
- 1988年 永井真理子、横山輝一

## テーマ曲
- オープニング「Bring It Back Home」 (フレディ・ハバード)
- エンディング「ヴェラス」（クインシー・ジョーンズ）[2]

## ディレクター
林屋章(雑誌『FM STATION』との連動企画で誌面にも登場)